# گیزم اورگه
گیزم اورگه (ترکی استانبولی: Gizem Örge؛ زادهٔ ۲۶ آوریل ۱۹۹۳) یک بازیکن زن والیبال اهل ترکیه است. او در حال حاضر در لیگ والیبال زنان ترکیه برای فنرباغچه در پست لیبرو با پیراهن شماره ۱ بازی می‌کند. او عضوی از تیم ملی والیبال زنان ترکیه بود که در سال ۲۰۱۴ در لیگ والیبال زنان اروپا قهرمان شد.

## زندگی شخصی
اورجه دانشجوی رشته تربیت بدنی و ورزش در دانشگاه مرمره است. او ۱۷۰ سانتیمتر قد و ۵۹ کیلو وزن دارد

## حرفه

### باشگاه‌ها
او فعالیت ورزشی خود را در زادگاهش آنکارا آغاز کرد. وی پس از کسب مجوز در تیم دختران آنکارا اجزاچی اسپور که نایب قهرمان مسابقات قهرمانی ترکیه شد بازی کرد. سپس در تیم بانوان پذیرفته شد.
اورگه که هنوز دانش آموز دبیرستانی بود، در فصل ۰۹–۲۰۰۸ به نیلوفر بلدیه اسپور در بورسا منتقل شد. پس از انتقال به Vakıfbank به صورت قرضی به تیم سابق بازگشت.

### تیم ملی
او عضو تیم ملی والیبال زنان ترکیه بود که در سال ۲۰۱۴ قهرمان لیگ والیبال زنان اروپا شد.

## جوایز

### تیم ملی
- لیگ والیبال زنان اروپا 2014 - طلا</img> طلا
- قهرمانی جهان زیر ۲۳ سال والیبال زنان FIVB 2015 - نقره</img> نقره